# Happy People / U Saved Me
Happy People/U Saved Me — второй студийный, двойной альбом R&B певца R. Kelly, вышедший в 2004 году. В чартах альбом занял 2-е место и был сертифицифирован как трижды платиновый.

## Критика
Альбом получил 66 баллов из 100 на агрегаторе обзоров Metacritic, основываясь на 16 рецензиях. Газета The Guardian поставила оценку 3 звезды из 5 с комментарием: «„Happy People/U Saved Me“, вдохновленный чикагской любовной сценой, показывает, почему R. Kelly все еще остается сильным соперником». Келефа Санне из The New York Times отметил: «Старая хип-хоп-дерзость сменилась нежным юмором, и вместо парящих припевов появились заниженные грувы».

## Список композиций
Все песни были написаны и спродюсированы R. Kelly.

### Диск 1 (Happy People)
1. «Weatherman»
2. «Red Carpet (Pause, Flash)»
3. «Love Signals»
4. «Love Street»
5. «Ladies Night (Treat Her Like Heaven)»
6. «If»
7. «The Greatest Show On Earth»
8. «It’s Your Birthday»
9. «Steppin' Into Heaven»
10. «If I Could Make The World Dance»
11. «Happy People»

### Диск 2 (U Saved Me)
1. «Three-Way Phone Call» (featuring Kelly Price, Kim Burrell)
2. «U Saved Me»
3. «Prayer Changes»
4. «How Did You Manage»
5. «I Surrender»
6. «When I Think About You»
7. «The Diary of Me»
8. «Spirit»
9. «Leap of Faith»
10. «Peace»